# إنليل نيراري
إنليل نيراري هو ملك آشور من القرن 14 ق م، حسب قائمة ملوك آشور ذكرت أنه حكم لمدة 11 سنة، من سنة 1330 إلى سنة 1319 ق م. خلف الحكم من والده آشور أوباليط الأول، هو الملك ال73 لآشور في عصره تمتعت آشور بعلاقات جيدة مع الكاشيين في بابل حيث تزوجت شقيته من الملك كوريغالزو الثاني، خلفه في الحكم إبنه أريك دين إيلي.